# 吾翕
吾翕（1464年—16世紀），字廷順，號濬菴，浙江衢州府開化縣人，明朝政治人物。

## 生平
吾翕是天順三年舉人吾哻之次子，弘治五年（1492年）中浙江乡试第四十五名舉人，次年（1493年）會試中副榜，署任天長教諭，嚴而有恩，重建該處學宮，教化楚蜀士子稱得人。
正德三年（1508年），四十五岁的吾翕中戊辰科会试第六十六名，三甲一百十一名進士，授長洲知縣，任內公正廉明，人不敢干以私，擢應天通判，清除當地宿弊、上請減免賦稅，轉工部主事，因母親去世回鄉，不再出仕。四方追随者甚多。

## 著作
有《易說濬菴稿》、《讀禮類編》、《醫書會要》流傳。

## 家族
曾祖吾江。祖父吾體，将仕佐郎、前训导。父吾冔，教谕。母方氏。慈侍下，兄翀、翯（中书舍人）、弟翢、翬。

## 遗迹
正德七年（1512年）元月，苏州虎丘剑池水枯，露出吴王墓门，时任长洲知县的吾翕与同榜进士吴县知县胡文静、昆山知县方豪同去观赏，并在悬崖壁题字，其字至今尚存。

## 引用
1. ↑  光緒《開化縣志·卷七·選舉志》：宏治五年壬子科（舉人） 吾翕 天長教諭，陞主事
2. 1 2  光緒《開化縣志·卷八·人物志上》：吾翕 字廷順，哻之次子，以乙榜署天長諭，嚴而有恩，重建學宮，教化大行，衡文楚蜀稱得人。尋舉進士知長洲，廉明剛果，人莫干以私，擢判應天，剔宿弊、請寬賦，轉工部主事，丁內艱遂不仕，四方從遊者甚眾，所著有《易說濬菴稿》、《讀禮類編》、《醫書會要》。
3. ↑  龚延明主编. . 宁波: 宁波出版社. 2016. ISBN 978-7-5526-2320-8. 《天一閣藏明代科舉錄選刊.登科錄》之《正德三年戊辰科進士登科録》
4. ↑  翕等见阖闾幽宫题记正书 七行：“长洲令吾翕、吴令胡文静、昆山令方豪，闻剑池枯，见吴王墓门，偕往观焉。万年深閟，一旦为人所窥，岂非数耶？命掩藏之。正德七年上元前一日志。”